# Automeris belizonensis
Automeris belizonensis é uma espécie de mariposa do gênero Automeris, da família Saturniidae.
Sua ocorrência foi registrada na Guiana Francesa. Foi recolhida inicialmente nos arredores de Caiena, num local chamado Belizon.